# Louis Bourdon
Pour les articles homonymes, voir Bourdon.
Pierre Louis Marie Bourdon, né à Alençon le 16 juillet 1779 et mort le 15 mars 1854, est un mathématicien français.

## Biographie
Louis Bourdon a été polytechnicien (promotion 1796), docteur es sciences et professeur de mathématiques au Collège royal de Henri IV, professeur au Prytanée militaire de Compiègne, au Prytanée militaire de Saint-Cyr, au lycée Charlemagne et au lycée Napoléon.
Il a été nommé examinateur d’admission à l’École polytechnique, inspecteur de l’Académie de Paris en 1821, inspecteur général des études en 1835, membre du Conseil royal de l’Université.
Il est des principaux représentants de l’algèbre analytique.
Auguste De Morgan a salué Éléments d'algèbre de Bourdon en Grande-Bretagne et en 1828 ; il a édité une traduction d'une partie de ce travail en anglais. D'autres traductions en anglais sont apparues en 1831 aux États-Unis.

## Œuvres
- * Des moments d'inertie et des axes principaux. Thèses présentées à la faculté des sciences de Paris (Courtier, Paris, 1811).
- Application de l'algèbre à la géométrie analytique à deux et à trois dimensions, 1825 ;
- Élémens d'arithmétique, 1821 ; 2e éd, 1824; 3e éd, 1825; 4e éd, 1826; 5e éd, 1827; 6e éd, 1828, 7e éd, 1830; 8e éd, 1831; 11e éd, 1833; 20e éd, 1857;
- Élémens d'algèbre, 2e éd, 1820; 4e éd, 1825; 5e éd, 1828; 6e éd, 1831; 7e éd, 1834; 8e éd, 1837; 9e éd, 1843; 13e éd, 1868;
- Application de l'algèbre à la géométrie, comprenant la géométrie analytique à deux et à trois dimensions, 1880[réf. nécessaire].